# Wilhelm Marx
Wilhelm Marx (Colônia, 15 de Janeiro de 1863 — Bonn, 5 de Agosto de 1946) foi um advogado alemão, político católico e um membro do Partido do Centro.

## Vida
Nasceu em Colónia. Marx passou de Abitur a Marzellengymnasium em 1881. Ele então estudou jurisprudência na Universidade de Bona. Como estudante, ele tornou-se membro da K.St.V. Arminia. Depois da sua licenciatura em direito, trabalhou como assessor, tanto em Colónia como em Waldbröl e, mais tarde, na terra, na secretaria Simmern. A partir de 1894, Marx trabalhou como juiz em Elberfeld. Dez anos depois, ele retornou para Colónia e de Düsseldorf, onde tinha a mais elevada classificação possível na Prússia para um católico, foi também parte activa no Centro. Quando foi fundada a República de Weimar, Marx  tornou-se presidente do tribunal, em Limburg an der Lahn e mais tarde tornou-se presidente do Senado do Reichskammergericht, em Berlim. Marx casou com Johanna Verkoyen em 1891 e tiveram quatro filhos. Morreu em Bona, em 1946.

## Política
Ele serviu como Chanceler da Alemanha de 1923 a 1925 e novamente de 1926 a 1928, e foi do Partido do Centro, candidato na eleição presidencial de 1925, quando foi derrotado por Paul von Hindenburg.
Sendo um católico, Marx tomou parte activa nas políticas do braço católico alemão, o Partido do Centro. Em 1899, ele presidiu a Zentrums-Verein em Elberfeld e, em 1908, ele tornou-se presidente do Partido do Centro, em Düsseldorf.
De 1899 a 1918, Marx foi um membro do Landtag da Prússia. Desde 1910 ele era um membro do Reichstag, onde ele se tornou um membro do comitê executivo da facção do Partido do Centro. Lá, ele especializou-se no domínio do ensino e da cultura política. Ele era conhecido como um político intercessional calmo e que não teve muitos inimigos e, sempre trabalhou no sentido de um compromisso.
Durante a Primeira Guerra Mundial, ele expressou a sua opinião contra a anexação de uma paz e de uma resolução. Assim, ele foi eleito para a Nationalversammlung de Weimar. Ele apoiou o Tratado de Versalhes durante a ocupação da Renânia, em 1923, porque ele pensou que, se a Alemanha não aceitasse, a Renânia seria separada da Prússia. Marx também tentou unificar o Partido do Centro para apoiar o governo, usando o seu estilo de política e um apelo ao catolicismo.
Quando o gabinete de Gustav Stresemann falhou em 1923, Marx tornou-se chanceler, liderando o décimo gabinete alemão desde 1919. O seu primeiro mandato durou 13 meses, o seu segundo mandato durou 25 meses. Neste momento, ele presidiu ao longo de quatro gabinetes, correspondendo os dois primeiros governos minoritários cívicos, mais tarde ingressou com o DNVP. O seu ministro dos negócios estrangeiros foi Gustav Stresemann, cuja política levou a uma tolerância pelo SPD. Durante o governo de Marx, ele conseguiu estabilizar a economia alemã após a hiperinflação de 1923, introduzindo uma nova moeda. No final de 1924, o estado de emergência pôde ser revogado. O gabinete, liderado por Marx, também aceitou o Plano Dawes. No seu segundo mandato, a Alemanha aderiu à Liga das Nações, e Marx conseguiu depor o General Hans von Seeckt, que queria tornar o exército "um Estado dentro do Estado". Por outro lado, deve notar-se que, durante o governo da Reichswehr, secretamente trabalhou em conjunto com o exército russo para contornar o Tratado de Versalhes.
Em 1925, Marx também se tornou presidente da Prússia, e em 1926 ele foi ministro da Justiça, no gabinete do seu sucessor Hans Luther. Ele era um membro do Reichstag até 1932. Durante o período nazista, e após a II Guerra Mundial, ele viveu em Bona, onde morreu. Está sepultado no Cemitério Melaten.